# آيت صالح أو باها (ربيس)
آيت صالح أو باها هو دُوَّار يقع بجماعة أنزي، إقليم تيزنيت، جهة سوس ماسة في المملكة المغربية. ينتمي الدوّار لمشيخة ربيس التي تضم 84 دوار. يقدر عدد سكانه بـ 55 نسمة حسب الإحصاء الرسمي للسكان والسكنى لسنة 2004.

## وصلات خارجية
- البوابة الوطنية للجماعات الترابية
- المندوبية السامية للتخطيط